# Colibri étincelant
Aglaeactis cupripennis
Espèce
Statut de conservation UICN

 LC  : Préoccupation mineure
Statut CITES
Le Colibri étincelant (Aglaeactis cupripennis (Bourcier, 1843)) est une espèce d'oiseau appartenant à la famille des Trochilidae présente en Colombie, Équateur et Pérou.

## Sous-espèces
D'après Alan P. Peterson, il existe deux sous-espèces :
- Aglaeactis cupripennis caumatonota  Gould, 1848
- Aglaeactis cupripennis cupripennis (Bourcier, 1843)

Carte de répartition de l'espèce